# 白坡彝族乡
白坡彝族乡，是中华人民共和国四川省攀枝花市米易县下辖的一个乡镇级行政单位。

## 行政区划
白坡彝族乡下辖以下地区：
张门扎村、姑表村、滩脚村、南坝村、李明久村、核桃坪村、油房沟村、水路村、松坪村和桐子林村。